# El retorn del Herbie
El retorn del Herbie (títol original: The Love Bug) és un telefilm americà de Peyton Reed, estrenada l'any 1997. Ha estat doblada al català.

## Argument
Jim Douglas és un jove pilot de carreres al que les coses no li han anat molt bé. En la tenda del Sr. Thorndyke, coneix a Herbie, un curiós Volkswagen que sembla tenir vida pròpia, ja que actua i es mou pel seu compte. Herbie el segueix fins a casa seva i es fan amics. Jim li dona llavors uns petits retocs al cotxe perquè pugui participar en grans competicions. La compenetració dels dos és total, i comencen a competir en les primeres carreres.

## Repartiment
- Bruce Campbell: Hank Cooper
- John Hannah: Simon Moore III
- Alexandra Wentworth: Alex Davis
- Kevin J. O'Connor: Roddy Martel
- Dana Gould: Rupert
- Harold Gould: Dr. Gustav Stumpfel
- Micky Dolenz: Donny Shotz
- Burton Gilliam: el comentador de la carrera mecànica
- Clarence Williams III: Chuck
- Dean Jones: Jim Douglas